# Cabillus tongarevae
Cabillus tongarevae je paprskoploutvá ryba z čeledi hlaváčovití (Gobiidae).
Druh byl popsán roku 1927 americkým zoologem Henrym Weedem Fowlerem

## Popis a výskyt
Maximální délka ryby 3 cm.
Tělo je převážně bílé s krátkým tmavě hnědým pruhem pod očima. Má protáhlou hlavu a tmavý pruh za okem. Boční strana pokryta nepravidelnými hnědými skvrnami. Velké hnědé skrvny pod hřbetními ploutvemi a na ocasní ploutvi. Má zaoblenou ocasní ploutev.
Byla nalezena ve vodách Indo-Pacifiku. Obývá písčitá dna lagun a útesů do hloubky přes 9 m.